# Кукес
Кукес (Кукеш, Кукуш, алб. Kukës, Kukësi) — місто на північному сході Албанії, в однойменній області Кукес, біля кордону з Косово. За даними на 2011 рік населення становить 16 765 чоловік, населення в основному албанці, друга за чисельністю населення етнічна група — горанці.
Місто розташоване біля місця злиття річок Чорний Дрин і Білий Дрин в одну — Дрин. У 1976 року попереднє місто було затоплене водами водосховища Фієрза (Фієрца) яке утворилося після будівництва гідроелектростанції, а нове збудоване знову неподалік на плато біля підніжжя гір Гяліца (Галіка) і Коритнік. З тих пір місто часто називають Новий Кукес (алб. Kukësi i Ri).
На околиці міста тече ще одна річка — Люма. Неподалік від міста, за декілька кілометрів на південь, є аеропорт. В місті є однойменний футбольний клуб.

## Географія

### Клімат
| Клімат Кукеса (1961—1990)                  | Клімат Кукеса (1961—1990) | Клімат Кукеса (1961—1990) | Клімат Кукеса (1961—1990) | Клімат Кукеса (1961—1990) | Клімат Кукеса (1961—1990) | Клімат Кукеса (1961—1990) | Клімат Кукеса (1961—1990) | Клімат Кукеса (1961—1990) | Клімат Кукеса (1961—1990) | Клімат Кукеса (1961—1990) | Клімат Кукеса (1961—1990) | Клімат Кукеса (1961—1990) | Клімат Кукеса (1961—1990) |
| Показник                                   | Січ.                      | Лют.                      | Бер.                      | Квіт.                     | Трав.                     | Черв.                     | Лип.                      | Серп.                     | Вер.                      | Жовт.                     | Лист.                     | Груд.                     | Рік                       |
| Абсолютний максимум, °C                    | 19,7                      | 23,1                      | 26,9                      | 30,6                      | 35,0                      | 39,2                      | 40,2                      | 38,7                      | 35,4                      | 30,6                      | 25,4                      | 22,0                      | 40,2                      |
| Середній максимум, °C                      | 3,8                       | 7,2                       | 12,1                      | 17,4                      | 22,5                      | 25,9                      | 28,8                      | 28,8                      | 24,6                      | 18,1                      | 11,3                      | 5,6                       | 17,2                      |
| Середній мінімум, °C                       | −2,9                      | −1,2                      | 1,8                       | 6,2                       | 10,8                      | 14,0                      | 15,6                      | 15,2                      | 11,9                      | 7,0                       | 3,1                       | −0,8                      | 6,7                       |
| Абсолютний мінімум, °C                     | −22                       | −14,5                     | −13                       | −2,8                      | 0,5                       | 4,0                       | 6,9                       | 6,4                       | 0,0                       | −3                        | −16                       | −16,3                     | −22                       |
| Середня кількість сонячних годин на місяць | —                         | —                         | —                         | —                         | —                         | —                         | —                         | —                         | —                         | —                         | —                         | —                         | 1973,1                    |
| Норма опадів, мм                           | —                         | —                         | —                         | —                         | —                         | —                         | —                         | —                         | —                         | —                         | —                         | —                         | 909.8                     |
| Днів з дощем                               | —                         | —                         | —                         | —                         | —                         | —                         | —                         | —                         | —                         | —                         | —                         | —                         | 95,0                      |
| Днів зі снігом                             | —                         | —                         | —                         | —                         | —                         | —                         | —                         | —                         | —                         | —                         | —                         | —                         | 17,0                      |
| Вологість повітря, %                       | —                         | —                         | —                         | —                         | —                         | —                         | —                         | —                         | —                         | —                         | —                         | —                         | 66.0                      |
| ------------------------------------------ | ------------------------- | ------------------------- | ------------------------- | ------------------------- | ------------------------- | ------------------------- | ------------------------- | ------------------------- | ------------------------- | ------------------------- | ------------------------- | ------------------------- | ------------------------- |
| Джерело: NOAA                              |                           |                           |                           |                           |                           |                           |                           |                           |                           |                           |                           |                           |                           |

## Історія
15 квітня 1939 року околиці міста стали одним з двох місць висадки повітряного десанту італійських військ — заключної операції окупації італійцями всіх основних населених пунктів Албанії.